# Trnje (gmina Škofja Loka)
Trnje – wieś w Słowenii, w gminie Škofja Loka. W 2018 roku liczyła 85 mieszkańców.